# Amur Chabarowsk
Amur Chabarowsk (ros. Амур Хабаровск) – rosyjski klub hokeja na lodzie z siedzibą w Chabarowsku, występujący w rozgrywkach KHL.
Drużyną juniorską klubu zostały Amurskie Tigry Chabarowsk, występujące w rozgrywkach MHL. Zespołem farmerskim klubu został Zwiezda-WDW w WHL.

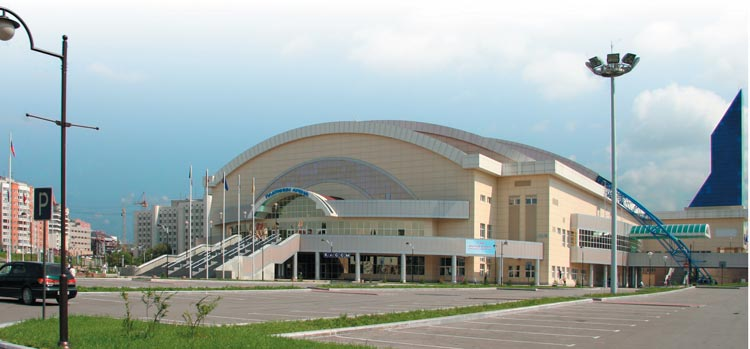
Arena Platinum

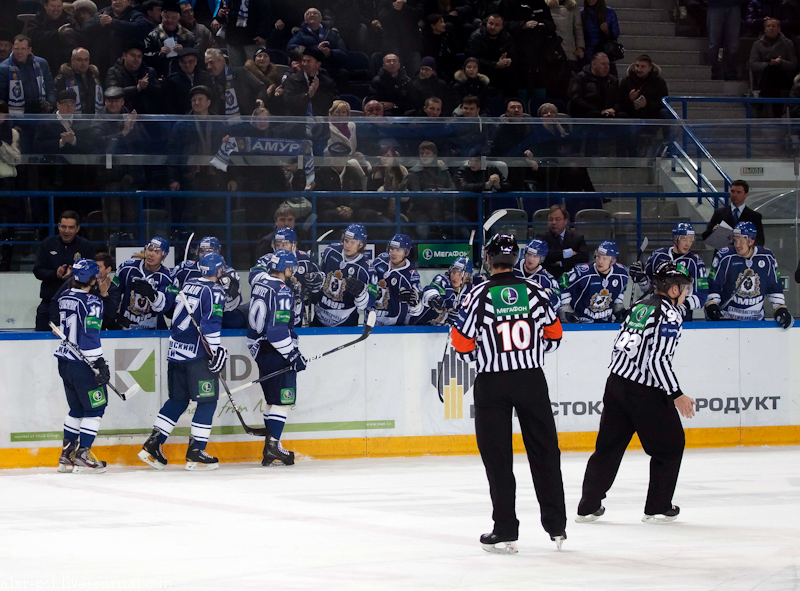
Hokeiści Amuru podczas meczu (2011)

## Historia
Nazwa klubu pochodzi od rzeki nad którą leży Chabarowsk – Amuru. Pierwotnie klub został założony w 1966 jako SKA Chabarowsk. Obecna nazwa wraz z nowym herbem została nadana w 1997. Rok wcześniej klub po raz pierwszy awansował do Superligi i występował w niej do 2004, gdy został zdegradowany do Wysszaja Liga. W 2006 powrócił do najwyższej klasy rozgrywkowej, a drużynę prowadził wówczas (2005-2006) trener Andrej Sidorenko (pracujący wcześniej w Polsce). Od sezonu 2006/2007 Amur ponownie występował w Superlidze. W 2007 klub szczęśliwie uniknął spadku, gdyż Superliga została powiększona do 20 zespołów, przez co z ligi spadła tylko ostatnia drużyna Krylja Sowietow Moskwa.
W 2008 Amur był jednym z 24 klubów-fundatorów nowych rozgrywek Kontinientalnaja Chokkiejnaja Liga. W początkowych sezonach rozgrywek był jedną z najsłabszych drużyn ligi. W pierwszym sezonie KHL (2008/2009) zajął 20. miejsce (na 24), w KHL (2009/2010) 21. (na 24), w KHL (2010/2011) 22. (na 23). Przełom nastąpił w edycji KHL (2011/2012), gdy na początku sezonu drużyna plasowała się na pierwszym miejscu w swojej Dywizji Czernyszowa. Ostatecznie zajęła w niej 4. miejsce i siódme w całej Konferencji Wschód, awansując po raz pierwszy do fazy play-off rozgrywek. W 1/8 finału Pucharu Gagarina (ćwierćfinał konferencji) Amur uległ drużynie Awangardu Omsk w stosunku 0:4 i ostatecznie został sklasyfikowany na 12. miejscu w całym sezonie (na 23 drużyn).
Klub sponsoruje miejscowa kopalnia złota. Ze względu na położenie geograficznie – rosyjski Daleki Wschód w pobliżu Morza Ochockiego – tylko do najbliższego sąsiada w lidze, Mietałłurga Nowokuźnieck, drużyna ma do pokonania 3 000 km. W sezonie 2012/2013 zaistnieje największa odległość między dwoma klubami w KHL a mianowicie od Chabarowska do Pragi w Czechach (HC Lev Praga) – 7 680 km.
Od początku sezonu KHL (2011/2012) do 19 grudnia 2012 roku trenerem zespołu był Fin Hannu Jortikka. Jego krótkotrwałym następcą był Aleksandr Blinow, a w styczniu nowym szkoleniowcem został Jewgienij Popichin. W sezonie KHL (2012/2013) drużyna nie zakwalifikowała się do fazy play-off i została sklasyfikowana na 25. miejscu w lidze. Następnie zespół dotarł do finału Pucharu Nadziei. W sezonie 2013/2014 Amur nie zagrał ponownie w play-off i został sklasyfikowany na ostatnim 28. miejscu w lidze, a 1 kwietnia trenera Popichina zastąpił ponownie Blinow. 12 kwietnia 2014 trenerem został Jurij Leonow. W połowie października 2014 jego następcą został Fin Jukka Rautakorpi, a od lutego do maja 2015 jako p.o. Walerij Dawłetszyn. W edycji KHL (2014/2015) drużyna ponownie była na ostatnim 28. miejscu. W dniu 28 maja 2015 prezydentem klubu został pochodzący z Chabarowska Aleksandr Mogilny. Od końca maja do grudnia 2015 trenerem był Siergiej Szepielew, a od grudnia 2015 Andriej Nikoliszyn do końca kwietnia 2016. W edycji KHL (2015/2016) Amur zanotował progres i zajął 25. miejsce w KHL na 28 uczestników. Od kwietnia do grudnia 2016 głównym trenerem był Mischat Fachrutdinow, po czym zwolnione stanowisko objął dotychczasowy asystent Andriej Martiemjanow, który pracował w klubie do kwietnia 2018. W sezonie KHL (2016/2017) zespół zajął 22. miejsce na 29 klubów. Od połowy 2017 do wiosny 2018 asystentem w sztabie był Konstantin Szafranow. W edycji KHL (2017/2018) Amur okazał dobrą formę kwalifikując się do fazy play-off (z ósmego miejsca w Konferencji Wschód) i w pierwszej rundzie uległ Ak Barsowi Kazań 1:4. Ostatecznie uplasował się na 13. miejscu na 27 drużyn. Pod koniec kwietnia 2018 nowym głównym trenerem Amuru został Nikołaj Borszczewski. W jego sztabie znaleźli się Jurij Leonow i Oleg Filimonow. W styczniu 2019 odszedł ze stanowiska (został wtedy wiceprezydentem klubu). Od stycznia 2019 do lipca 2020 głównym trenerem był Aleksander Gulawcew. W sierpniu p.o. został Pawieł Torgajew. Pod koniec września 2020 nowym szkoleniowcem został Siergiej Swietłow. W kwietniu 2021 nowym szkoleniowcem został Władimir Worobjow. Na początku sezonu KHL (2021/2022) pod koniec września 2021 został on zwolniony. W tym czasie starszym trenerem został mianowany Michaił Krawiec, a jego pomocnikami Aleksandr Prokopjew i Andriej Sokołow. W maju 2022 głównym trenerem został ogłoszony Wadim Jepanczincew. Do jego sztabu wszedł Wiktar Kasciuczonak, a także Dmitrij Gogolew i Aleksiej Żigariew. W maju 2023 nowym trenerem został Andriej Martiemjanow.

## Sukcesy
- Srebrny medal Rosyjskiej FSRR: 1969
- Złoty medal pierwej ligi: 1989
- Awans do wyższej ligi: 1989
- Złoty medal wyższej ligi: 1996
- Awans do Superligi: 1996, 2006
- 1/8 finału KHL: 2012
- Finał Pucharu Nadziei: 2013